# La Manière forte (film, 1922)
Pour les articles homonymes, voir La Manière forte.
Pour plus de détails, voir Fiche technique et Distribution.
La Manière forte (titre original : For Big Stakes) est un film muet américain réalisé par Lynn Reynolds, sorti en 1922.

## Fiche technique
- Titre : La Manière forte
- Titre original : For Big Stakes
- Réalisation : Lynn Reynolds
- Scénario : Lynn Reynolds
- Intertitres : Ralph Spence
- Photographie : Daniel B. Clark
- Montage : Ralph Spence
- Producteur : William Fox
- Société de production :  Fox Film Corporation
- Société de distribution :  Fox Film Corporation
- Pays de production :  États-Unis
- Langue : film muet avec les intertitres en anglais
- Métrage : 1 334,41 m (5 bobines)
- Format : Noir et blanc — 35 mm — 1,33:1 — Muet
- Genre : Western
- Durée : 50 minutes
- Date de sortie : 
  - États-Unis : 18 juin 1922

## Distribution
- Tom Mix : « Clean-up » Sudden
- Patsy Ruth Miller : Dorothy Clark
- Sid Jordan : Scott Mason
- Bert Sprotte : Rowell Clark
- Joe Harris : Ramon Valdez
- Al Fremont : le shérif Blaisdell
- Earl Simpson : Tin Hon Johnnie
- le cheval Tony : lui-même

## Statut du film
- Une copie du film est conservée dans une archive européenne, Narodni Filmovy Archiv, à Prague, en Tchéquie[1].